# Bendisopis remissa
Bendisopis remissa är en fjärilsart som beskrevs av Walker 1858. Bendisopis remissa ingår i släktet Bendisopis och familjen nattflyn. Inga underarter finns listade i Catalogue of Life.